# Krypton
Krypton è un pianeta immaginario, creato nei fumetti di Superman come pianeta d'origine del supereroe inventato nel 1938 da Jerry Siegel e Joe Shuster. L'identità kryptoniana di Superman è Kal-El, figlio di Jor-El e Lara, nonché grande nemico del Generale Zod, criminale con cui combatte in più di un'occasione.

## Il pianeta nei fumetti
Questo pianeta, grande quanto Giove, ed attorno al quale ruotano le lune Koron, Xenon e Wegthorn, fa parte del sistema planetario che ruota attorno a una stella rossa, chiamata Rao, (la religione più diffusa è l'adorazione di tale sole).
Su Krypton, pianeta dall'ecosistema lussureggiante e armonioso, vive una razza umanoide molto progredita, antica di molti eoni, dall'aspetto praticamente identico quello dell'homo sapiens sviluppatosi sul pianeta Terra, di cui si presume sia un lontanissimo parente. Il popolo kryptoniano è molto sviluppato sia da un punto di vista tecnologico, che da un punto di vista sociale e politico. Esso dispone di una tecnologia astronavale altamente progredita, anche se da millenni non viaggia nello spazio, di cui dispone una conoscenza antichissima e sconfinata che ha attirato l'interesse di molte altre civiltà vicine che intendevano aprirsi a un'era di colonizzazione spaziale. Grandissimi astroingegneri, essi hanno anche fatto in modo che le loro navette monoposto potessero raggiungere l'iperspazio, come dimostra il viaggio di Kal-El fino alla lontana Terra.
In una storia del 1972, si narra che tale popolo è, a sua volta, frutto dell'incontro fortuito tra due naufraghi dello spazio: una donna di nome "KRYP", ed un uomo di nome "TON". Nei mari sub-tropicali di tale pianeta, si trova l'Isola dei Ladri ("BOKOS"). Stato indipendente dal resto del pianeta, dove ogni crimine è legale, tranne uno: rubare la statua del Padre dell'indipendenza dell'isola.
Per merito delle geniali ricerche dello scienziato Jor-El, essi hanno scoperto e imparato a sfruttare la zona fantasma, una dimensione parallela in cui vengono mandati in esilio i peggiori criminali, nella quale chiunque venga imprigionato resta in una condizione eterna di morte vivente.
Nei millenni precedenti, era in preparazione un programma di colonizzazione di molti mondi allora spopolati, Terra compresa; esso comprendeva anche una delicata operazione di "riprogrammazione ecologica" volta a tramutare i mondi scelti esattamente come Krypton. Come centro di attività per tale vasta azione era stata progettata la Fortezza della solitudine. Successivamente, il progetto di colonizzazione fu abbandonato per motivi che non sono mai stati svelati.
I kryptoniani hanno una componente genetica e molecolare unica: se esposti ai raggi di un sole giallo, come quello terrestre, essi acquisiscono straordinarie facoltà fisiche (capacità di volare, elevatissima forza, incredibile velocità, sensi acutissimi e molte altre ancora).

### The Man of Steel di John Byrne
Nei fumetti di John Byrne, Man of Steel, la civiltà kryptoniana era anticamente molto potente, che aveva raggiunto l'immortalità grazie al trasferimento mentale degli individui nei propri rispettivi cloni, finché, nella Quarta Era, il gruppo terroristico di Zero Nero scatenò una guerra civile in difesa dei diritti dei cloni, usati e considerati come oggetti funzionali. La fine della guerra avvenne con il lancio di una bomba termonucleare su Kandor, con risultato il progressivo squilibrio del nucleo interno del pianeta.
Centomila anni dopo il lancio della bomba, quando i kryptoniani usavano abiti particolari capaci di prolungare la loro vita, Jor-El investiga circa una malattia scatenata da alcune radiazioni non meglio identificate. Il risultato della sua analisi è sconcertante: la bomba termonucleare degli Zero Nero ha dato il via a una reazione che, in pochi giorni, avrebbe portato il mondo ad esplodere a causa dell'instabilità del nucleo, da cui, di recente, si stava diffondendo un minerale verde, la kryptonite, che stava, in breve tempo, decimando il popolo kryptoniano, divenuto ormai una società fredda e senza sentimenti, né contatti, ormai gestita solamente dai droidi e dai computer. Per riprodursi praticavano da secoli l'inseminazione artificiale.
Inoltre, vengono esplicitamente descritti come una razza di xenofobi e di isolazionisti. La tecnologia kryptoniana è singolarmente avanzata. La più alta realizzazione degli scienziati del pianeta è stata l'Eradicatore.

## La kryptonite
Quando il pianeta Krypton esplose, i suoi frammenti, la kryptonite, si diffusero in tutto lo spazio. Molti di essi raggiunsero anche la Terra, con una certa costanza negli anni. Per gli esseri umani, la kryptonite è apparentemente innocua, ma per la sua particolare conformazione radiologica, è in grado di nuocere a qualunque kryptoniano. Il solo materiale che contiene le sue radiazioni, proteggendo Superman, è il piombo.
Questo minerale dello spazio ha molti colori, e ciascuna di queste forme ha effetti diversi. Nei fumetti italiani appaiono spesso tre dei vari tipi possibili di kryptonite: 
- quella verde, che può uccidere Superman;
- quella rossa, che ha effetti imprevedibili su di lui cambiandone la personalità fino addirittura ad eliminarne le inibizioni, la coscienza e l'onestà;
- quella dorata, che toglie i poteri al supereroe.

Brillante scienziato, Lex Luthor ha studiato a fondo le caratteristiche della kryptonite ed è riuscito a creare quella sintetica, che riunisce gli effetti di tutte le forme di kryptonite esistenti.

## La decadenza
Sia Mario Puzo che John Byrne, il primo autore dei primi due film e il secondo ideatore di note storie a fumetti che hanno ridisegnato il personaggio di Superman, hanno presentato un interessante aspetto del popolo kryptoniano, tipico di tutte le civiltà: la decadenza.
- Nel film Superman, l'anima di Jor-El spiega al figlio che la distruzione del pianeta e l'estinzione della sua civiltà sono state permesse da un sentimento di vanità che ha portato gli uomini più influenti a considerarsi eterni e indistruttibili. Prima ancora di questa rivelazione, la decadenza della civiltà kryptoniana è avvertibile già all'inizio del film, quando Jor-El processa per un tentato colpo di Stato l'infido Generale Zod e i suoi due seguaci, Ursa e Non.
- Nelle storie a fumetti di Byrne, Man of Steel, i kryptoniani hanno raggiunto l'onnipotenza grazie al controllo totale e perpetuo sul sistema planetario, allo sviluppo delle ingegnerie genetiche e della tecnologia informatica: il controllo pesante sull'ambiente ha causato la rottura interna del nucleo, mentre lo sviluppo tecnologico è risultato talmente incontrollato e ingestito da essere costato l'umanità di questo antico popolo.
- Nella serie Smallville viene invece affermato che la distruzione di Krypton è stata causata da una guerra provocata da Zod per prendere il potere
- Ne L'uomo d'acciaio, film che inaugura la nascita del DCEU, si vede all'inizio che la razza dei kryptoniani ha portato il pianeta sull'orlo del collasso dopo averne depredato le risorse fino al nucleo; Jor-El tenta per l'ennesima volta di ragionare con il Consiglio, che rifiuta ciecamente di prenderlo in considerazione, fin quando il Generale Zod non tenta un colpo di Stato, fallendo e venendo confinato nella Zona fantasma insieme ai suoi seguaci, e pochissimo tempo dopo segue l'esplosione del pianeta. In forma di ologramma, Jor-El racconta al giovane Kal che la nascita dei cittadini kryptoniani era regolamentata e controllata artificialmente; i nuovi nati crescevano in incubatrici e venivano programmati geneticamente per svolgere un solo compito predefinito: soldato, leader, scienziato e così via. Ma Jor-El e sua moglie Lara concepirono il loro unico figlio naturalmente, riuscendo quindi a opporsi alla programmazione. Il defunto padre spiega di aver compiuto questa azione dopo aver messo in discussione la validità del processo, chiedendosi se una persona avesse il diritto di scegliere cosa fare della propria vita; Jor-El e Lara preferirono non lasciare Krypton, poiché la loro navicella aveva posto solo per il piccolo Kal e non c'era il tempo materiale per creare una navicella grande abbastanza e inoltre - a differenza del figlio - la loro codificazione genetica gli impediva di lasciare il pianeta. Per consentire al figlio totale libertà di scelta, e approfittando del tentato golpe di Zod, Jor-El rubò il Codex (il registro genetico da cui venivano creati tutti i nuovi nati) e lo infuse nel corpo del neonato Kal-El; grazie a ciò, Superman ha la possibilità non solo di scegliere liberamente le proprie inclinazioni ma anche la possibilità di creare una nuova società kryptoniana libera dai difetti di quella originale.

## Lingua kriptoniana
La lingua kryptoniana è la lingua parlata dagli abitanti di Krypton ed è anche detta kandoriano antico, in quanto il kandoriano era la lingua parlata in origine prima dell'unificazione del governo di Krypton sotto la nuova Federazione Planetaria.

## Compatibilità riproduttiva
Soprattutto negli anni ottanta e novanta, molti autori di fumetti e sceneggiatori televisivi si sono posti un quesito, ovvero se un kryptoniano come Kal-El possa concepire un figlio con una terrestre come Lois Lane.
Le risposte, negli anni, sono state molte, alcune diametralmente opposte fra loro:
- Mario Puzo, nella storia scritta per Superman II, fornisce una risposta negativa. La madre di Superman, Lara, gli dice di sottoporsi ai raggi sintetici del sole rosso di Krypton, poiché se ha deciso di vivere con una terrestre, lui deve perdere i propri superpoteri per sempre.
- In Superman Returns, il piccolo Jason risulta essere il figlio di Lois e Superman, concepito durante le vicende di Superman II, dimostrando di possedere superpoteri a intermittenza, in quanto parte kryptoniano e parte umano.
- In Lois & Clark, dopo accurate ricerche scientifiche, il dottor Klein, amico di Superman, scopre che tra umani e kryptoniani non vi è alcuna forma di compatibilità riproduttiva.
- In Smallville, uno scienziato kriptoniano, Dax-Ur, ha avuto una figlia con una terrestre. In questo caso però Dax-Ur aveva deciso di vivere senza i poteri forniti dal Sole giallo grazie alla kriptonite blu.
- In All Star Superman, storia dello scrittore inglese Grant Morrison, da molti considerata la più grande storia di Superman, Kal stesso ribadisce che lui e Lois non possono avere figli per via delle loro differenze biologiche.
- Fino al 2008, gli abitanti kryptoniani erano geneticamente incompatibili con i terrestri e, quindi, il concepimento tra le due specie era impossibile.[1] Dal rilancio editoriale Rinascita la testata dedicata a Superman ha introdotto un figlio biologico di Lois e Clark, lasciando sottintendere che siano compatibili. La serie rivela anche che il figlio sta sviluppando poco a poco i poteri come fece Clark alla sua stessa età.

## L'origine del nome Krypton
In occasione della pubblicazione di L'origine di Superman di Mort Weisinger e Wayne Boring, pubblicata nel 1948, in cui per la prima volta venne presentato il popolo kryptoniano, vennero intervistati Jerry Siegel e Joe Shuster, i quali spiegarono di aver dato a Krypton tale nome poiché erano rimasti colpiti dalla pronuncia del nome dato all'elemento Kripton.

## Altri media
- Nella serie televisiva Lois & Clark, in una trama sviluppata in quattro episodi, si fa riferimento a un gruppo di kryptoniani sopravvissuti, in quanto già lontani da Krypton al fine di colonizzare un pianetoide roccioso orbitante attorno a un'altra stella rossa. Essi sono guidati da Lady Zara, moglie di Superman dalla nascita, la quale tenta di difenderli da Lord Nor, che guida i soldati della propria dinastia alla conquista della Terra. È interessante notare che gli autori presentino Krypton come una società feudale, e che il suo popolo sia dotato di poteri telepatici; Jor-El sostiene addirittura che i kryptoniani e gli umani siano lontanissimi parenti, giustificando così l'identica rassomiglianza tra le due razze.
- Nella serie cinematografica dedicata a Superman, Krypton viene descritto in modo molto simile alla società di Roma ai tempi della Repubblica, con un Consiglio di Governo composto dai capi delle più influenti famiglie planetarie, i quali hanno molteplici funzioni. Jor-El, per esempio, in seno ad esso è giudice e scienziato. Mario Puzo, lo sceneggiatore dei primi due film, ha dato inoltre alla tecnologia, all'architettura e perfino all'ecologia del pianeta un aspetto paradisiaco e cristallino, per simboleggiare l'armonia e la purezza di questa singolare civiltà. Viene inoltre precisato che Krypton, pianeta della galassia di Xeno, è distante ben sei galassie dalla Terra, e che la conoscenza dello spazio dei kryptoniani è talmente vasta da comprendere ben ventotto galassie e sei dimensioni spazio/temporali.